# 带吸管的玛格丽塔
《带吸管的玛格丽塔》（英語：Margarita with a Straw）是一部於2014年上映的印度剧情片。影片由邵娜莉·玻色執導，讲述一名患有脑性瘫痪的女生莱拉（卡琪·柯切林饰）在成年后前往美国就读大学时与视障女生哈努姆（萨雅妮·古普塔饰）之间复杂的情感关系。电影全篇以包容、自我接纳与性为主旨。蕾瓦蒂、库尔吉特·辛格与威廉·莫斯里担任配角。该片由导演玻色与Viacom18影业合作制片，玻色与尼莱什·曼尼亚尔编剧。
2011年1月，玻色在与其表亲——残疾人权利活动家玛莉妮·奇布的交谈中得知奇布渴望拥有与健全人同样的性生活。玻色便受此启发写出剧本初稿，并获得圣丹斯协会颁发的马辛德拉环球电影制作人奖。在此之后，她按照自己的理解修改剧本，并将其亲身经历写入叙事部分。最终，她与曼尼亚尔及圣丹斯协会顾问委员会一道完成了剧本的创作。起初，玻色想找一名患有脑性瘫痪的演员担任主角，但因为找不到合适的演员而选择了柯切林，为此她在开拍前学习腦麻患者的动作及说话方式。2013年，该片在德里和纽约拍摄，安妮·三泽担任摄影指导。该片在开始进行后期制作时入选印度国家电影发展公司于2013年下半年启动的发展中电影计划。电影配乐由麦奇·麦克雷利创作。
《带吸管的玛格丽塔》在2014年多伦多国际影展上首映，后又在爱沙尼亚、英国、法国及爱尔兰等国的电影节上展映。2015年4月17日，该片在印度上映并广受好评。影评人们肯定了柯切林的演技、玻色的执导及该片的制作手法。柯切林也凭借其在片中的表现拿下荧屏奖最佳女演员与印度国家电影奖评审团特别奖，而玻色也在多伦多获得亚洲影评人联盟奖。该片的预算为6500万卢比，最终票房为7430万卢比。

## 剧情
莱拉·卡普尔是一位患有脑性瘫痪的女孩，就读于德里大学。她是一名有抱负的作家，也为大学乐团作词。后来，她对乐团主唱示爱遭拒而深感心碎。之后，她收到一笔可供她在纽约大学学习一学期的獎學金。尽管她的父亲对此有所保留，但欣喜若狂的她还是跟自己具有传统马拉地人思想的母亲舒班吉尼·达姆勒一同搬去曼哈顿的格林威治村生活。
莱拉在创意写作课上遇到一位极富魅力的年轻人杰里德，他会在上课期间帮助莱拉。而莱拉也认识了一位年轻的社会运动家哈努姆，她是一位有着巴基斯坦和孟加拉血统的视障女孩，而莱拉也爱上了她。莱拉被她极其独立的个性以及她积极面对自身残障的态度而深深着迷，在大部分时间里，两人都在一起充当彼此的依靠。在与哈努姆的交往过程中，莱拉发现她还是会被男生吸引——尤其是杰里德，于是她开始怀疑自己的性取向。她与杰里德发生性关系，可随即就感到后悔。她没有把这次邂逅的经历告诉给哈努姆，而她的母亲也没有注意到她与哈努姆之间的关系，還邀请哈努姆跟莱拉家人一同前往德里过寒假。
莱拉终于鼓起勇气向母亲出柜并坦白与哈努姆的关系，但母亲对此无法接受。莱拉也向哈努姆坦诚自己同杰里德的关系，并恳求她的原谅。哈努姆觉得被莱拉背叛，一气之下与莱拉分手并要飞回纽约。而母亲的结肠癌又再度复发，在照顾母亲期间，她与母亲化解分歧。而她也与哈努姆在母亲葬礼前不久达成和解。在母亲的葬礼上，莱拉放了一首由母亲录制的歌曲，告诉大家自己有多么爱她，而母亲是唯一一个懂她的人。最後，莱拉在酒吧点了一杯玛格丽塔，向镜中的自己干杯。

## 演员
演员名单如下：
- 卡琪·柯切林 饰 莱拉
- 蕾瓦蒂（英语：Revathi） 饰 舒班吉尼（Shubhangini），莱拉的母亲。
- 萨雅妮·古普塔（英语：Sayani Gupta） 饰 哈努姆（Khanum），莱拉的女友。
- 库尔吉特·辛格 饰 莱拉的父亲
- 侯赛因·达拉尔（英语：Hussain Dalal） 饰 德鲁沃（Dhruv）
- 威廉·莫斯里 饰 杰里德（Jared），莱拉来到纽约后喜欢的男同学。
- 马哈尔·库舒 饰 莫努（Monu），莱拉的弟弟。
- 丹增·达拉 饰 尼玛（Nima），乐队主唱，莱拉的暗恋对象。
- 舒奇·德威维迪 饰 萨米拉（Sameera），莱拉的闺蜜。
- 道格·普劳特 饰 罗布（Rob）
- 珍妮弗·希尔弗斯坦 饰 南希（Nancy），莱拉在纽约住处的保姆。
- 马可·托利亚尼 饰 查尔斯（Charles）

## 制作

### 剧本创作
2011年1月起，邵娜莉·玻色开始写作，用大约一个月的时间写出剧本初稿。而玻色开始创作的那天是她儿子17岁的冥诞（儿子在一年前因故离世）。主角莱拉的原型是玻色的表姐——残疾人权利运动家玛莉妮·奇布，但故事却讲述玻色失去家人的亲身经历。玻色承认将她自己的经历融入进这个故事中是件相当困难的事，称这是一次“艰难的情感之旅”。拍摄一部与残疾人相关的电影的想法是源于玻色在与她姨妈（奇布的母亲）之间的一次闲聊，她的姨妈希望玻色可以参与一个类似的项目，旨在提高公众对残障人士的认识。由于玻色跟奇布在同一个家庭里长大，她深知残障人士在社会上所面临的歧视。但令玻色感到好奇的是，人们普遍对于残障人士的性生活一无所知，于是她决定将这一主题融入进剧本之中。
之后，玻色与尼雷什·曼尼亚尔（Nilesh Maniyar）将原稿改写为长篇剧本《带吸管的玛格丽塔》。2012年，剧本赢得圣丹斯马辛德拉环球电影制作人奖（Sundance Mahindra Global Filmmaker Award）。作为奖项的一部分，两人得到圣丹斯协会工作人员以及创意顾问的指导，并得以参与“电影项目实验室”，玻色也决定在这里对剧本进行打磨。后来，顾问委员会说她的“人物描写太过浅薄”，于是玻色决定以她的视角重写剧本，而不再单单只纳入奇布的观点。她说自己只有在获奖后，才在不经意间将自己身为一名印度女双性恋者的亲身经历写入故事之中。玻色和曼尼亚尔两人花两年时间编写剧本，在历经40多次修改后，剧本最終定稿。

### 选角

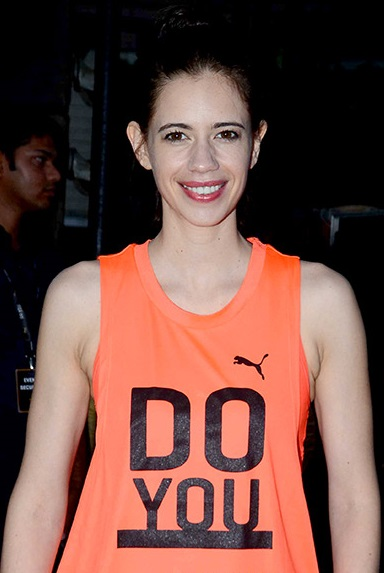
卡琪·柯切林饰演主角莱拉·卡普尔

玻色原本想要选拔与莱拉跟哈努姆同样残疾程度的演员，但由于印度没有患脑性瘫痪的女演员，所以玻色只好在康养机构举办试镜会，但始终找不到合适的人来担任主演。玻色也和一位30岁出头的盲人女演员会面，一起讨论哈努姆这个角色。女演员认为哈努姆与她有着密切的联系，但她对剧本里的性爱内容感到不适，就辞演了这个角色。尽管如此，她还是协助玻色跟萨雅妮·古普塔，而古普塔最终也被选为哈努姆的扮演者。
玻色决定莱拉这个角色由专业演员扮演后，她找到卡琪·柯切林，并说柯切林是这个角色的“首要且唯一之选”。不过柯切林此时正在拍摄《那些年我们疯狂的青春》，于是玻色就开始寻找其他演员来饰演这个角色，可她觉得每个人“都缺少些什么”。最终，玻色决定为了柯切林的档期而将拍摄时间推迟三个月。柯切林坦承饰演这个角色是她从影以来的最大挑战，为此她用6个月时间去准备。她接受了演员阿迪勒·侯赛因组织的为期六周的训练，其目的就是要让她的“肢体语言显得更为自然”，与此同时，她也集中精力学习腦麻患者的说话方式。柯切林也和奇布以及她的物理治疗师与语言治疗师相处了相当长的一段时间。后来，她还参加了在德里举办的为期一个月的工作坊，在那里练习肢体运动。尽管这部电影涉及到身体残疾所带来的方方面面的挑战，可柯切林仍将其视为“一部充满难度的浪漫喜剧”。玻色也将这部电影描述为一部以“女性的寻爱之旅”为主题的成长故事。
曼尼亚尔也担任这部电影的选角导演，在古普塔主持旅游节目《这是印度我的爱》（Yeh Hai India Meri Jaan）期间就跟她取得联系，请她来出演哈努姆这个角色。古普塔随即被这一角色所吸引，同意参加试镜。历经长达一个月左右的选拔，古普塔被选中，成为哈努姆的扮演者。她在后来的采访中表示，能拿下哈努姆这个角色，她感到很幸运。为了准备这一角色，古普塔在做洗澡，做饭等一些日常活动时都会戴上眼罩，还会和一位特殊语音及口音训练师一起训练。她还前往国家盲人协会上课学习基础盲文。
蕾瓦蒂曾在1990年上映的電影《安恰麗》中飾演一位患有腦性麻痺的兒童的母親，她在看過劇本後同意饰演萊拉的母親。威廉·莫斯里飾演萊拉班上的英國同學傑里德。

### 拍攝與後期製作

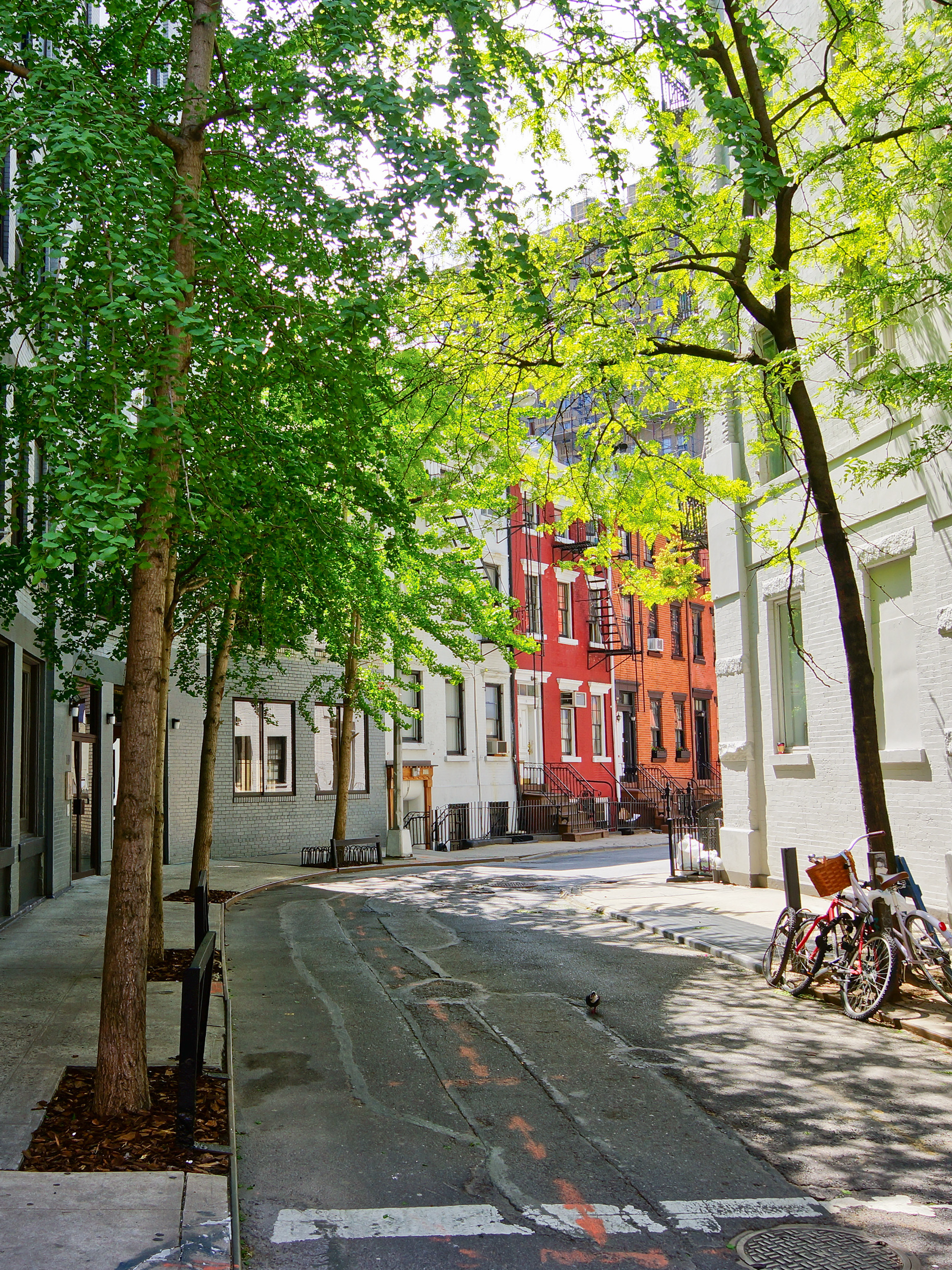
电影的后半段以纽约的格林尼治村为背景

《带吸管的玛格丽塔》的主体拍摄于2013年启动，分别在两个时间段于新德里和纽约取景拍摄，安妮·三泽担任摄影指导。电影的前半部分虽然以德里大学的斯里拉姆商学院为背景，但拍摄地主要是在米兰达学院。拉姆贾斯学院和斯里拉姆女子学院等院系的师生积极参与电影拍摄。来自拉姆贾斯学院的政治学专业学生丹增·达拉饰演片中莱拉的其中一个爱慕对象，而来自斯里拉姆女子学院的舒奇·德威维迪则饰演莱拉的闺蜜，其他学生则饰演大学乐团的成员，这其中也包括达拉与德威维迪。莱拉的父亲则由斯里古鲁·得格·巴哈杜尔卡尔沙学院的英国文学教授库尔吉特·辛格饰演。
电影的后半部分以纽约的格林威治村为背景，而取景地位于罗斯福岛与康尼岛。不过由于电影的背景设在冬季，但拍摄时间是在夏季，于是摄制组用造雪机造出各种冬季场景所需的环境。而摄制组在拍摄某些场景时遇到一些困难：有一次，用来拉柯切林的面包车突然坏掉，制作组必须在拍摄过程中用手保持车辆稳定。在拍摄性爱场景前，演员还参加研讨会，以增进对感情和亲密性关系的理解。莫斯里因为对跟柯切林的戏份感到焦虑，也参加由玻色主持的研讨会。整部电影共拍摄两个月。
2013年，电影在开始后期制作期间入选印度国家电影发展公司的发展中电影计划。莫妮莎·巴尔达瓦（Monisha Baldawa）担任剪辑，雷苏尔·普库提与阿姆里特·普利坦担任混音。为了避免跟中央电影审核委员会发生冲突，部分带有正面裸体的镜头在剪辑过程中被删减。制作方为Viacom18影业与伊尚影业（Ishan Talkies），协拍单位为贾科蒂亚集团（Jakhotia Group）与印度痉挛协会，最终剪辑版的片长共100分钟。由于Viacom18影业只支付6500万卢比制作费用的一半，玻色只好为她的电影项目自掏腰包。另一位合作伙伴在电影开拍前大约10天撤回资金支持。于是玻色向银行申请个人贷款以支付各项费用，不过在剧组成员的支持下，电影拍摄顺利完成，而他们也同意玻色延迟支付薪资。总部设在巴黎的销售、制作与发行公司阔维影视（Wide Management）获得该片的全球发行权。

## 原声带
《带吸管的玛格丽塔》的配乐由音乐总监兼歌手麦奇·麦克雷利负责，乔伊·巴鲁阿则作为副手负责歌曲《在你眼里》两个版本的作曲。专辑里的大部分歌曲由普拉宋·约希作词，只有少部分英文歌曲，如《我需要个男人》（"I Need a Man"）和《不要太早就离开》（"Don't Go Running Off Anytime Soon"）由麦克雷利作词。专辑里的作品由多位歌手演唱，包括莎米斯塔·查特吉、索努·卡卡尔、阿努什卡·曼钱达、拉切尔·瓦尔盖塞、薇薇恩·波恰和拉吉尼甘达·谢卡瓦特。原声带中的第一首歌《在你眼里》（"Dusokute"）是一首软摇滚歌曲，原曲是由巴鲁阿创作的阿萨姆语歌曲，后由约希用印地语重新填词。在2015年4月，Zee音乐公司发行完整原声带。
评论家卡斯敏·费尔南德斯与乔金德尔·图泰贾都对原声带颠覆传统的风格给予高度评价。费尔南德斯赞赏巴鲁阿在唱《在你眼里》时“充满活力的声音”和《外国人的挚爱》（"Foreign Balamwa"）所表现出的“传统却优雅”的曲风，她在《印度时报》上为这张原声带打出3星评价（满分5星）。她形容约希写的歌词“令人感到身心愉悦”，反之麦克雷利“勉勉强强”的作词水平就没有给人带来很深的印象。图泰贾在他为Bollywood Hungama所撰写的乐评中指出：这张原声带缺乏商业性，充其量只能“很好地融入电影所代表的舞台和背景”。他称赞麦克雷利的英文作词水平和作为歌手的“男生魅力”（boyish charm），而波恰在《我需要个男人》的重音以及原声带中最后两首歌所展现的宁静效果给图泰贾留下特别深刻的印象。但他认为整张原声带受到很深的西方音乐影响，而选择像曼钱达跟卡卡尔这样的歌手演唱歌曲会感觉有点奇怪。《每日新闻与分析》的布莱恩·德拉姆认为两人各自的配乐“独特”且“率直”，他認為《莱拉的主题曲》（"Laila's Theme"）這首插曲“在电影中直击心灵”。
| 曲目表 | 曲目表                                              | 曲目表        | 曲目表        | 曲目表                       | 曲目表 |
| 曲序   | 曲目                                                |               | 作曲          | 歌手                         | 时长   |
| ------ | --------------------------------------------------- | ------------- | ------------- | ---------------------------- | ------ |
| 1.     | 在妳眼裡（Dusokute）                                | 普拉宋·約希   | 喬伊·巴魯阿   | 喬伊·巴魯阿                  | 2:30   |
| 2.     | 在妳眼裡（雙人版）                                  | 普拉宋·約希   | 喬伊·巴魯阿   | 喬伊·巴魯阿、莎米斯塔·查特吉 | 4:41   |
| 3.     | 外國人的摯愛（Foreign Balamwa）                     | 普拉宋·約希   | 麥奇·麥克雷利 | 索努·卡卡尔                  | 2:28   |
| 4.     | 去觸摸天空（Choone Chali Aasman）                   | 普拉宋·約希   | 麥奇·麥克雷利 | 拉切尔·瓦尔盖塞              | 3:53   |
| 5.     | 我的習慣和我的一部分（Meri Aadat Mera Hissa）       | 普拉宋·約希   | 麥奇·麥克雷利 | 阿努什卡·曼钱达              | 2:24   |
| 6.     | 我需要個男人（I Need a Man）                        | 麥奇·麥克雷利 | 麥奇·麥克雷利 | 薇薇恩·波恰                  | 2:45   |
| 7.     | 不要太早就离开（Don't Go Running Off Anytime Soon） | 麥奇·麥克雷利 | 麥奇·麥克雷利 | 麥奇·麥克雷利                | 2:56   |
| 8.     | 母親的話（Aai's Aalap）                             | 普拉宋·約希   | 麥奇·麥克雷利 | 拉吉尼甘达·谢卡瓦特          | 4:04   |
| 9.     | 萊拉的主題曲（Laila's Theme）                       | –             | 麥奇·麥克雷利 | –                            | 3:28   |

## 上映
2014年，《带吸管的玛格丽塔》在多伦多国际电影节期间举办全球首映会，包括玻色與柯切林在內的所有演職人員都有出席。放映結束後，全場觀眾起立鼓掌。柯切林被觀眾的反應所打動，並稱她“喜歡看到觀眾們在看電影時流露出的歡笑與淚水”。隨後该片在歐洲各地的電影節展映，包括塔林黑夜電影節、伦敦电影节、戈尔韦电影节、沃苏勒亚洲国际电影节以及吉福尼国际电影节。2015年，该片在棕榈泉国际电影节上展映，这也是该片首次在美国展映。之后该片在CAAM电影节期间在卡斯特罗剧院展映，年末又在圣芭芭拉国际电影节上展映。该片也成为2015年纽约印度电影节的开幕影片，并参加了第19届釜山国际电影节与伊斯坦布尔电影节。该片也在亚特兰大同志电影节、迈阿密同志电影节以及芝加哥国际同志电影节上展映。
该片在各大国际电影节巡回展映并赢得好评之后，制片人便将该片直接递交至中央电影审核委员会。《全球印度电影》（Film India Worldwide）编辑乌玛·达昆哈（Uma Da Cunha）等影评人认为，《带吸管的玛格丽塔》不向任何一个主要的印度电影节送交影片的决定是一种营销策略。孟买国际电影节的主办人斯里尼瓦桑·那拉扬说到，虽然目前印度的电影节有所发展，但还没有达到可以竞争国际首映的水平。相反，《带吸管的玛格丽塔》在孟买为印度电影业人士举办先行展映会，与电影演职人员一同出席这场展映会的还有阿米塔布·巴强和贾雅·巴强、阿米尔·汗、基兰·拉奥、玮焍娅·芭兰、阿努拉格·卡什亚普跟施拉达·卡普尔。该片在当时受到好评，包括阿米尔·汗跟李提克·罗森等宝莱坞名人都为其举办特别展映会。
在正式上映之前，剧组举办过几次宣传活动。在印亚新闻社的一次采访中，柯切林谈到独立电影营销的重要性，她说：“虽然现在的电影在内容上越来越好，但在宝莱坞，电影仍然是一个主要以票房收益来驱动的产业。”该片的艺术感染力雖强，但玻色仍然希望这部电影能作为商业片打入市场。她也不太愿意将电影送交至电影节上，甚至要求制片人避免提及该片在宣传活动中所获得的各项荣誉。2015年3月4日，官方预告片在Viacom18影业的YouTube官方频道上发布。同日还公布首张海报，海报上的柯切林用吸管喝着玛格丽塔。2015年4月17日，该片在印度各大影院上映。后来也在Netflix上线播映。

## 票房及评价

### 评价
《带吸管的玛格丽塔》獲得大量好评，有人形容这部电影是“绝佳的释放”，还有人称其是“（印度电影的）大成之作”。其中特别赞赏了柯切林的演技以及玻色对腦麻患者细致入微的描写。新德里电视台的萨伊巴·查特吉赞赏该片对身障者的真实描写，并对莱拉的残障最终显得不再那么重要而感到欣慰。巴拉德瓦杰·兰根同时发现玻色在对待身障者与健全者的态度令人耳目一新，在角色塑造上既没有呈现出以往对身障者的刻板印象，也没有显现出丝毫的自卑感。而最让人眼前一亮的便是莱拉这个角色在电影中“并非是一个身障者”，而是“一个有着不同能力的人”，“她生而为人，其余都是次要的。”《第一邮报》的迪潘贾娜·帕尔对片中性爱场景的印象尤其深刻，她认为这些场景所传达出的是一种丝毫不令人感到奇怪或害羞的“对待银幕恋人的那种温柔”。
影评人们对柯切林所饰演的莱拉着墨尤甚。他们将莱拉这一角色所带给观众的感染力归结于柯切林不着痕迹的演绎以及她“淡雅朴素的演技”。《印度报》的文基·文布认为柯切林增添“腦麻患者在人物形象上的逼真性，会让观众忘记她是一位好手好脚的演员”。《商业呼吁报》的约翰·拜富斯将柯切林的表演与埃迪·雷德梅尼在传记片《万物理论》中所饰演的史蒂芬·霍金作比较，称她的表演会在好莱坞的主流电影制片厂引起奥斯卡奖的注意，而这一观点也得到其他影评人的认同。同样电影中的其他角色也得到积极的评价，例如蕾瓦蒂对母亲“细致入微”的刻画，被影评人指称是“比电影中其他任何人的表演都更令人感同身受”。为《洛杉矶时报》撰文的加里·戈尔茨坦认为，虽然对这部电影的评价褒贬不一，但很难不被柯切林与古普塔的演技所深深着迷。
影评人也从技术层面赞赏这部电影，并将该片的艺术感染力归功于剧本，称其“引人入胜，发人深省”且“直抒胸臆”。玻色也因她克制及其“朴素明亮”、“善于利用情感时刻”的执导风格而备受赞赏。许多人还突出强调该片的摄影技术，并表扬三泽的“明智而又审慎的拍摄手法”以及她用“如梦如幻的柔光所打造出的迷人场景”。
路透社的希尔帕·贾姆坎迪卡尔和《第一邮报》的米希尔·法德纳维斯等评论员对影片后半部分语气的转变和叙事的匆忙提出批评。尽管法德纳维斯对电影的前半部分表示满意，但他认为电影在一个美好而又有震撼力的开篇之后，玻色便找不出合适的解决方案。德韦什·夏尔马在为《印度电影观众》所写的影评中认为影片的情节破碎到“从一个情节随意跳到另一个情节”，令观众感到失望。贾姆坎迪卡尔也指出玻色在叙事过程中添加过多不必要的桥段与冲突。

### 票房
该片在印度的大约250块银幕上放映。上映首日的票房仅收获500万卢比（约合7万美元），但在之后的几天里票房开始呈现增长态势，很大程度上归功于该片不俗的口碑，周六票房升至720万卢比（约合11万美元），周日则达到900万卢比（约合13万美元），周末票房收入为2120万卢比（约合30万美元）。于此同时，该片在周末还面对《隐身侠》以及之前上映的《丽拉之谜》和《神探巴克希》的竞争。但由于该片好评颇多，票房预期不俗，上映首周的票房即稳定在3240万卢比（约合45万美元）。该片在孟买和国家首都辖区（德里地区）的票房分别为1900万卢比（约合27万美元）和1500万卢比（约合21万美元）。专栏作家肖芭·德对这一趋势进行分析，认为这标志着“城市观众口味的戏剧性转变”。她也注意到印度电影开始接纳非传统意义上的两性题材。本片在上映期间的最终票房为7430万卢比（约合100万美元）。

### 获奖情况
导演玻色在多伦多国际电影节上获得亚洲影评人联盟奖。之后该片还分别获得塔林黑夜电影节观众奖与沃苏勒亚洲国际电影节青年评审团奖。柯切林也凭借其在剧中的表现获得塔林电影节最佳女演员奖，荧屏奖最佳女演员以及第63届印度国家电影奖评审团特别奖。而她也获得西雅图国际电影节及亚洲电影大奖最佳女演员的提名。麦克雷利则在亚洲电影大奖上获得最佳原创音乐奖。